# Trasa W-Z w Warszawie

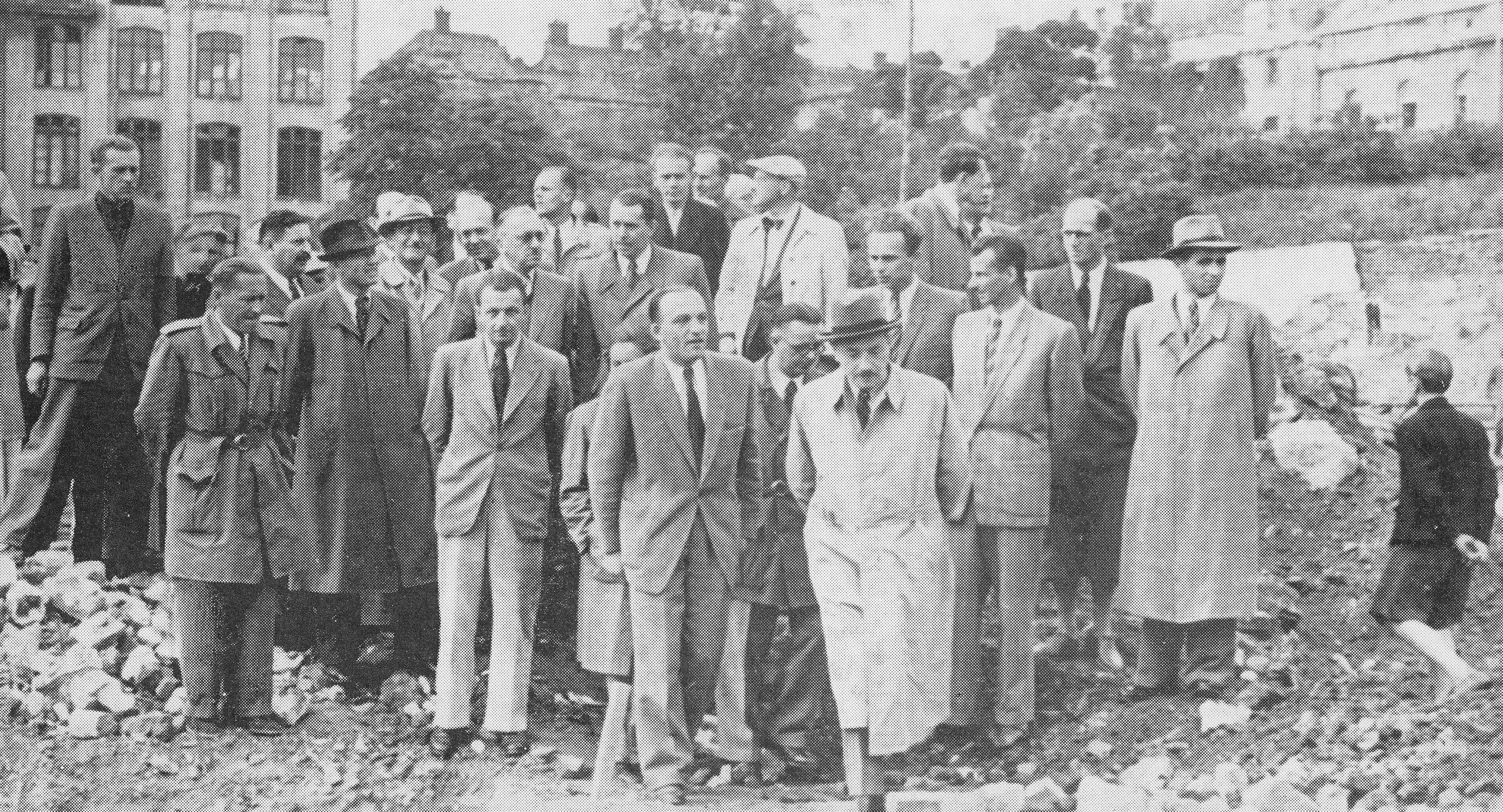
Bolesław Bierut i minister odbudowy Michał Kaczorowski z grupą architektów podczas zwiedzenia terenu pod budową przyszłej trasy

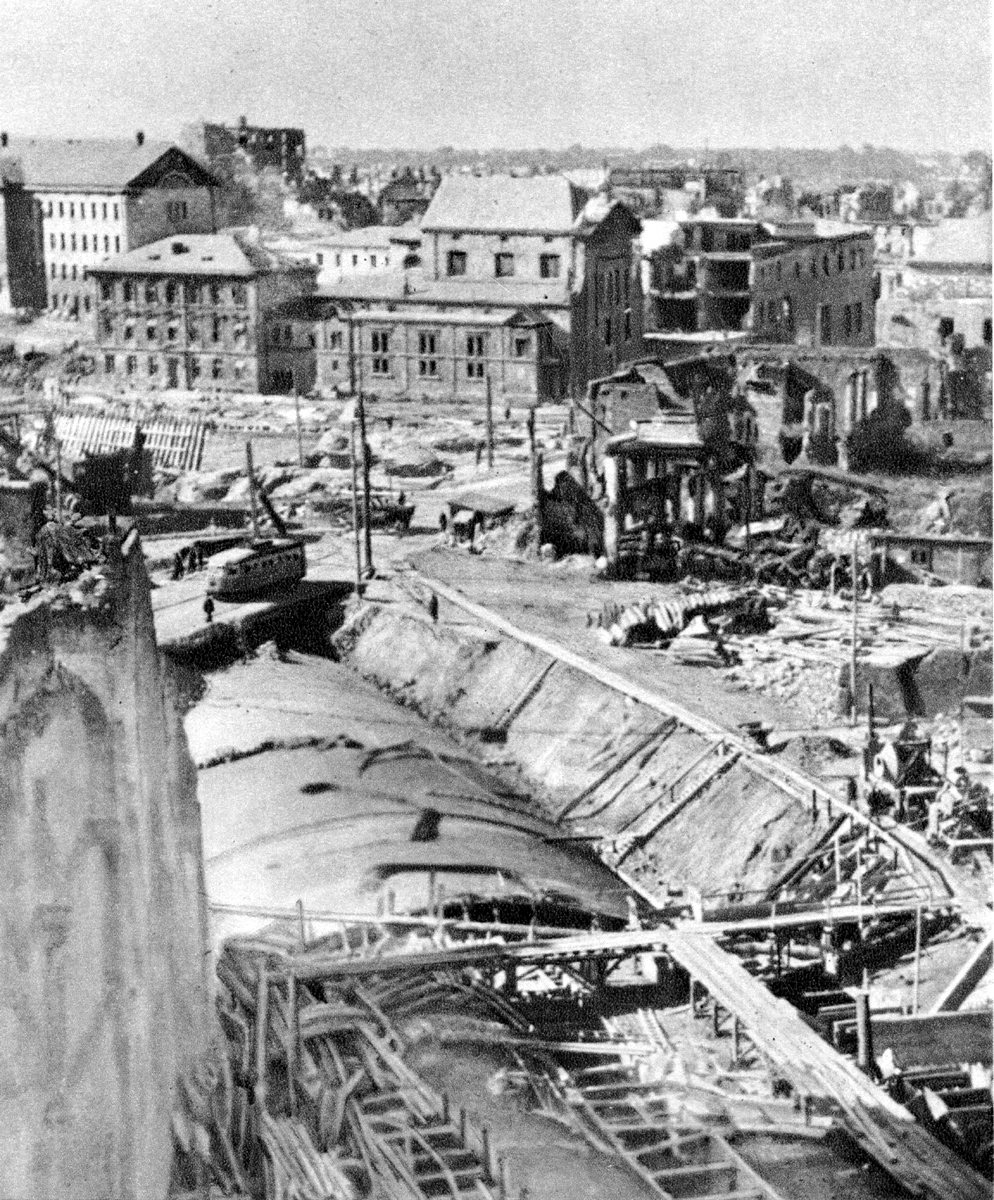
Budowa tunelu trasy W-Z, w wykopie widoczne łukowate sklepienie tunelu, w oddali trolejbus jadący ul. Miodową

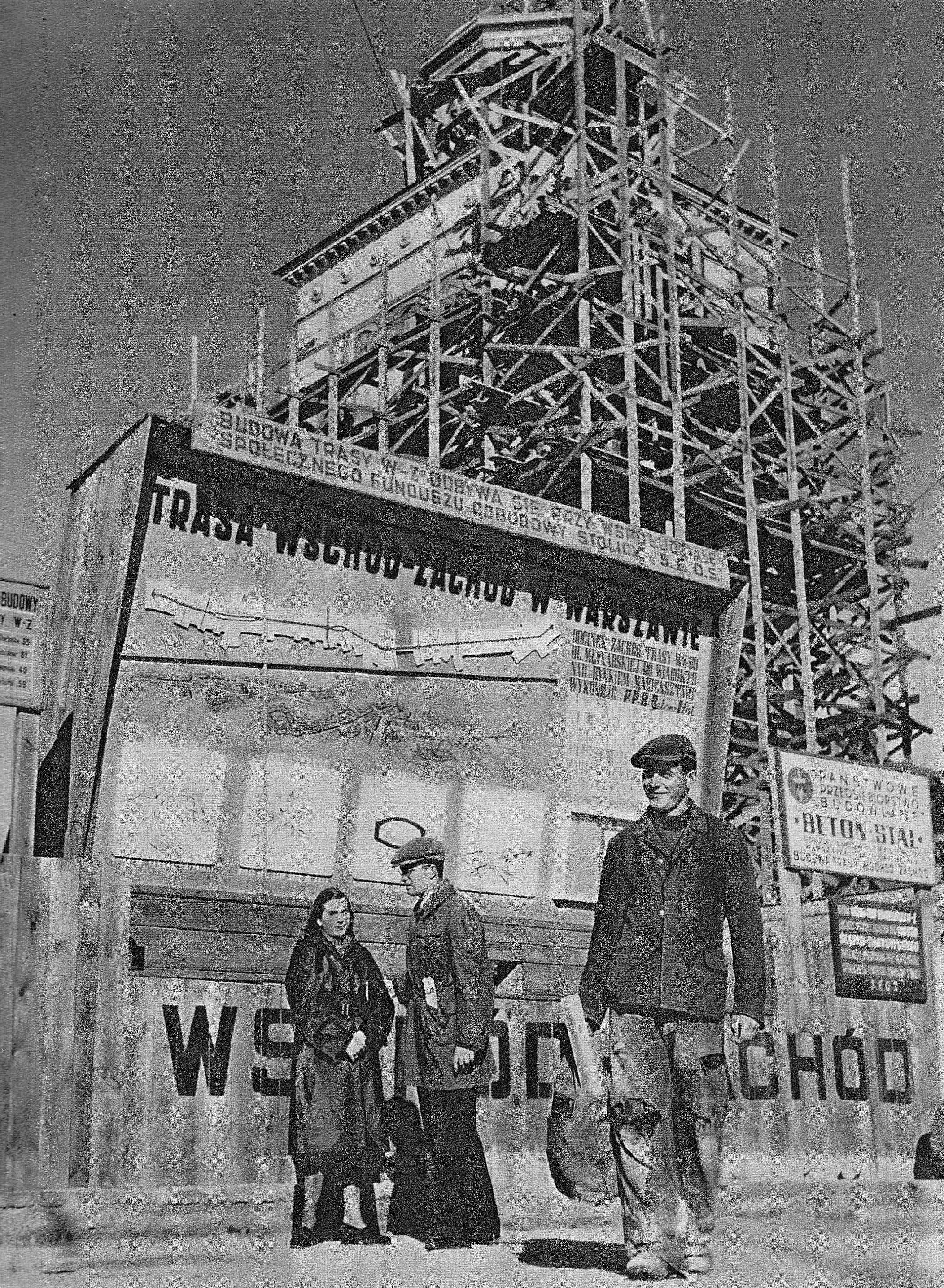
Tablica informacyjna przy wejściu na teren budowy Trasy W-Z przy wieży kościoła św. Anny

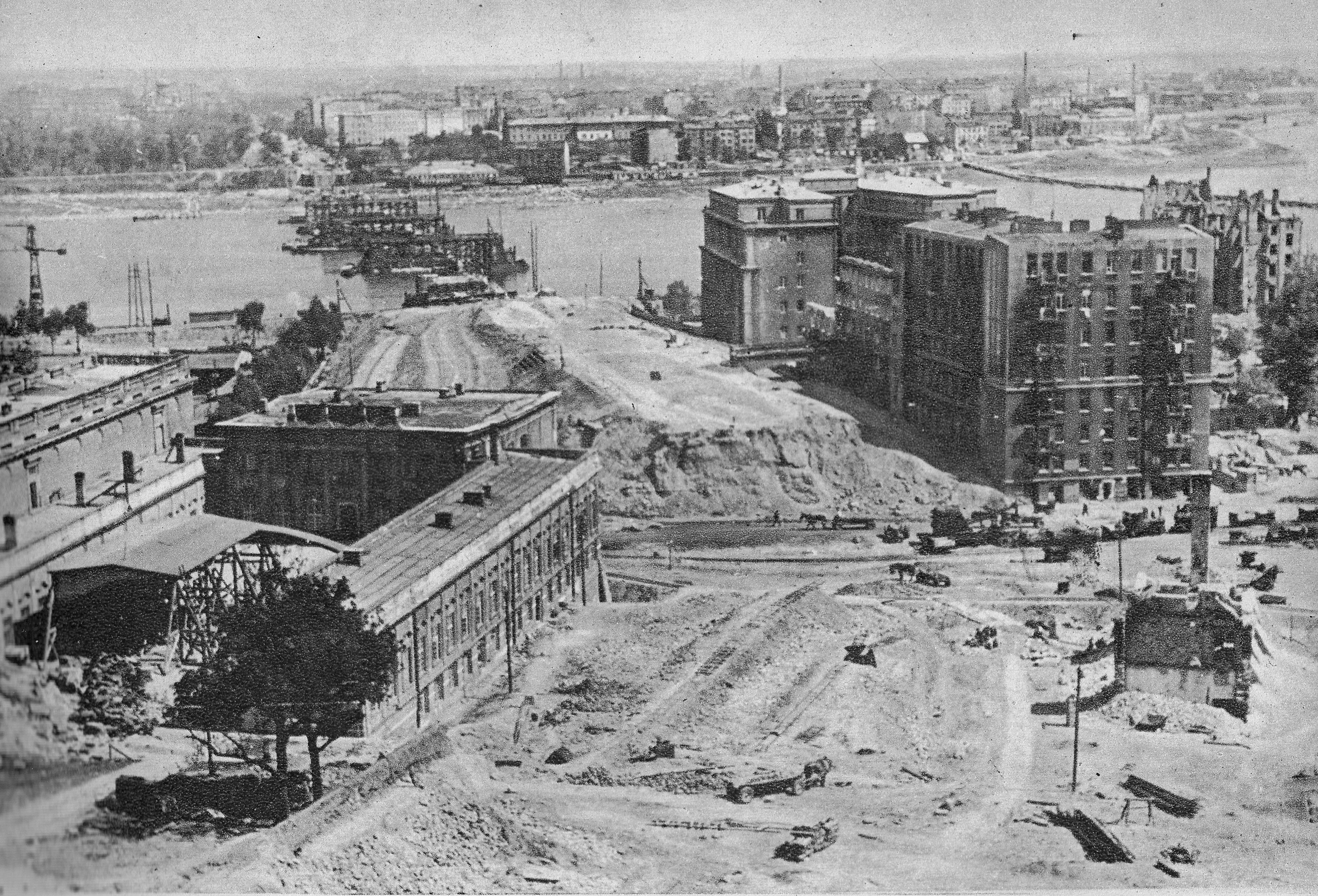
Budowa mostu Śląsko-Dąbrowskiego

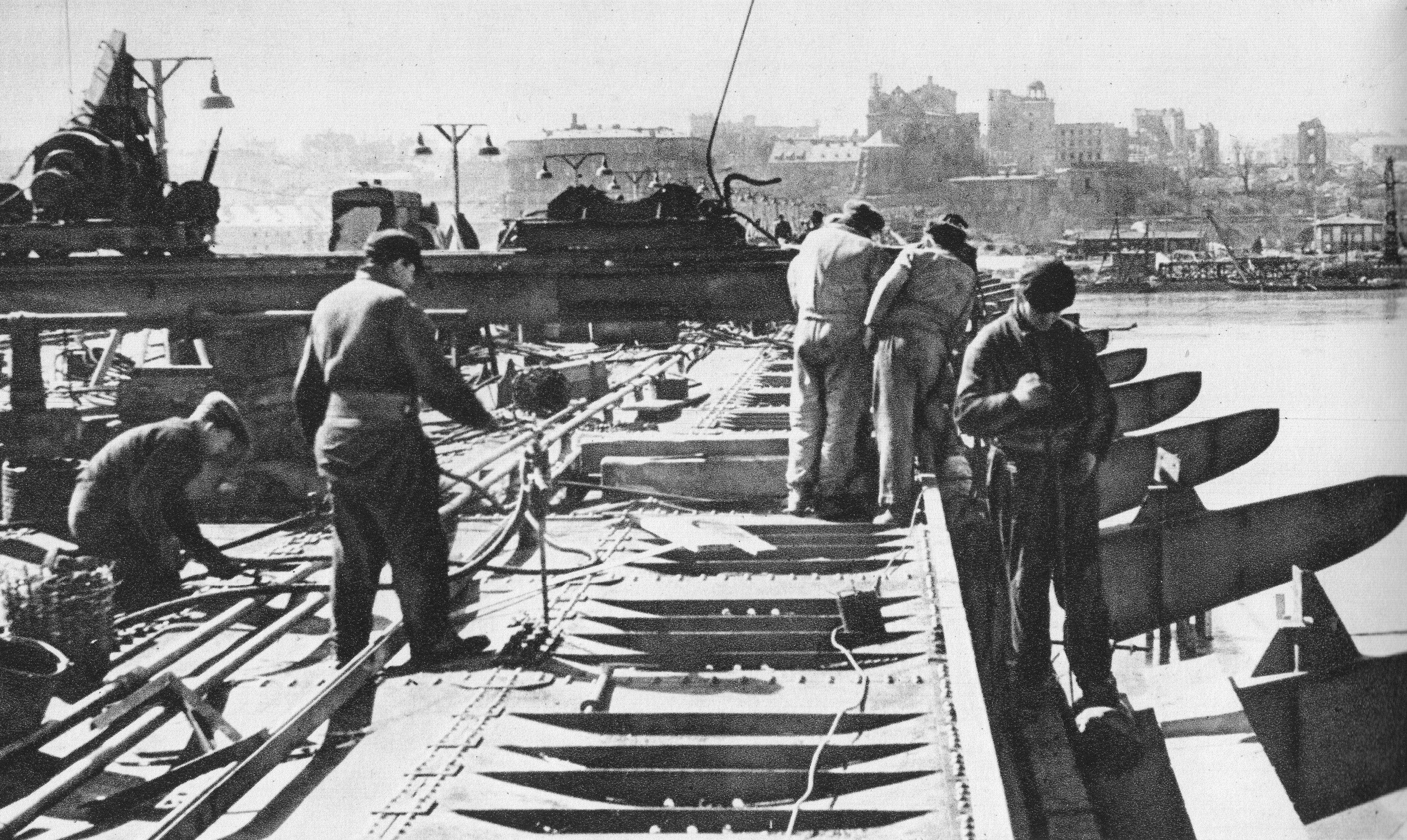
Robotnicy na budowie przeprawy

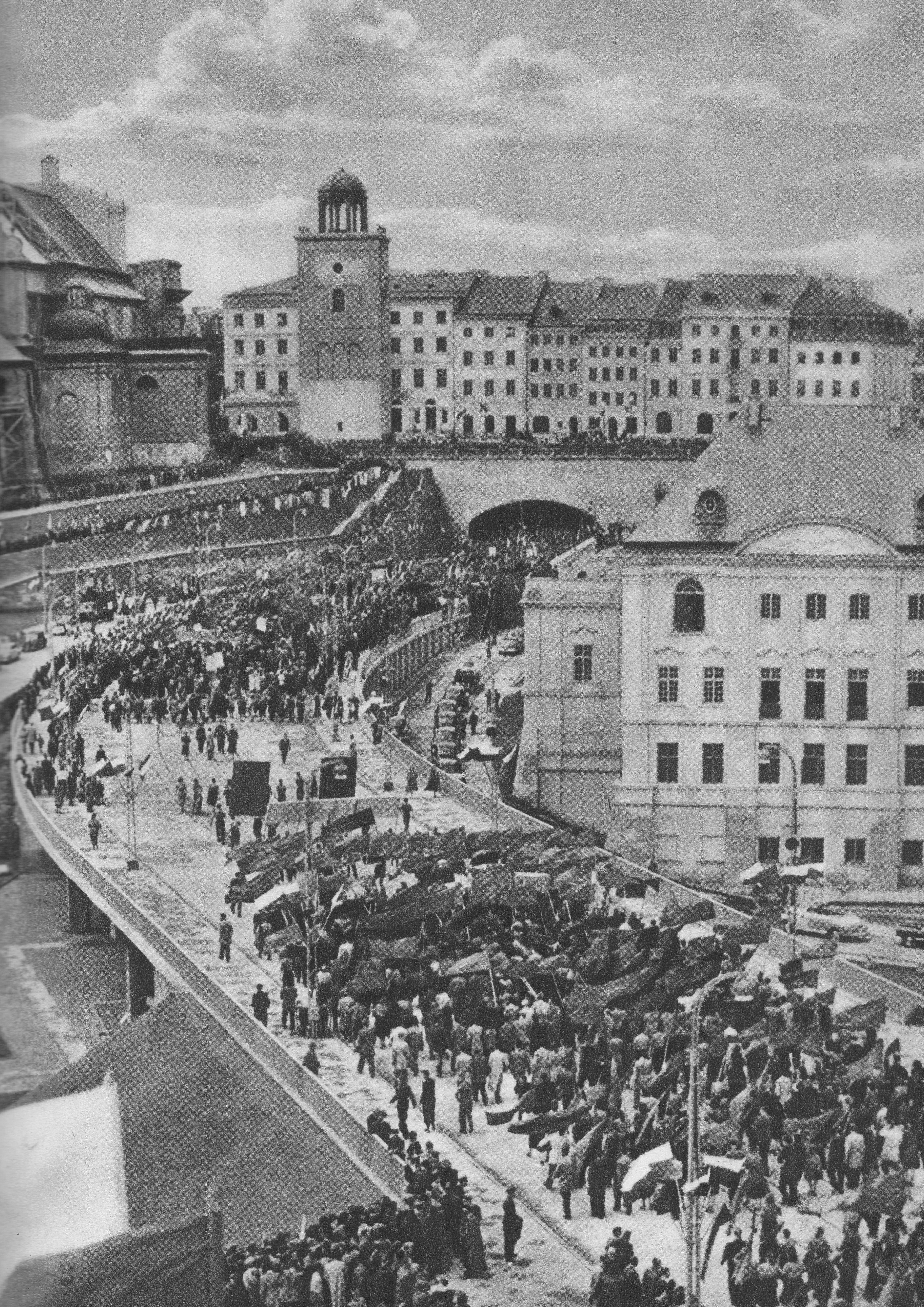
Otwarcie Trasy W-Z, 22 lipca 1949

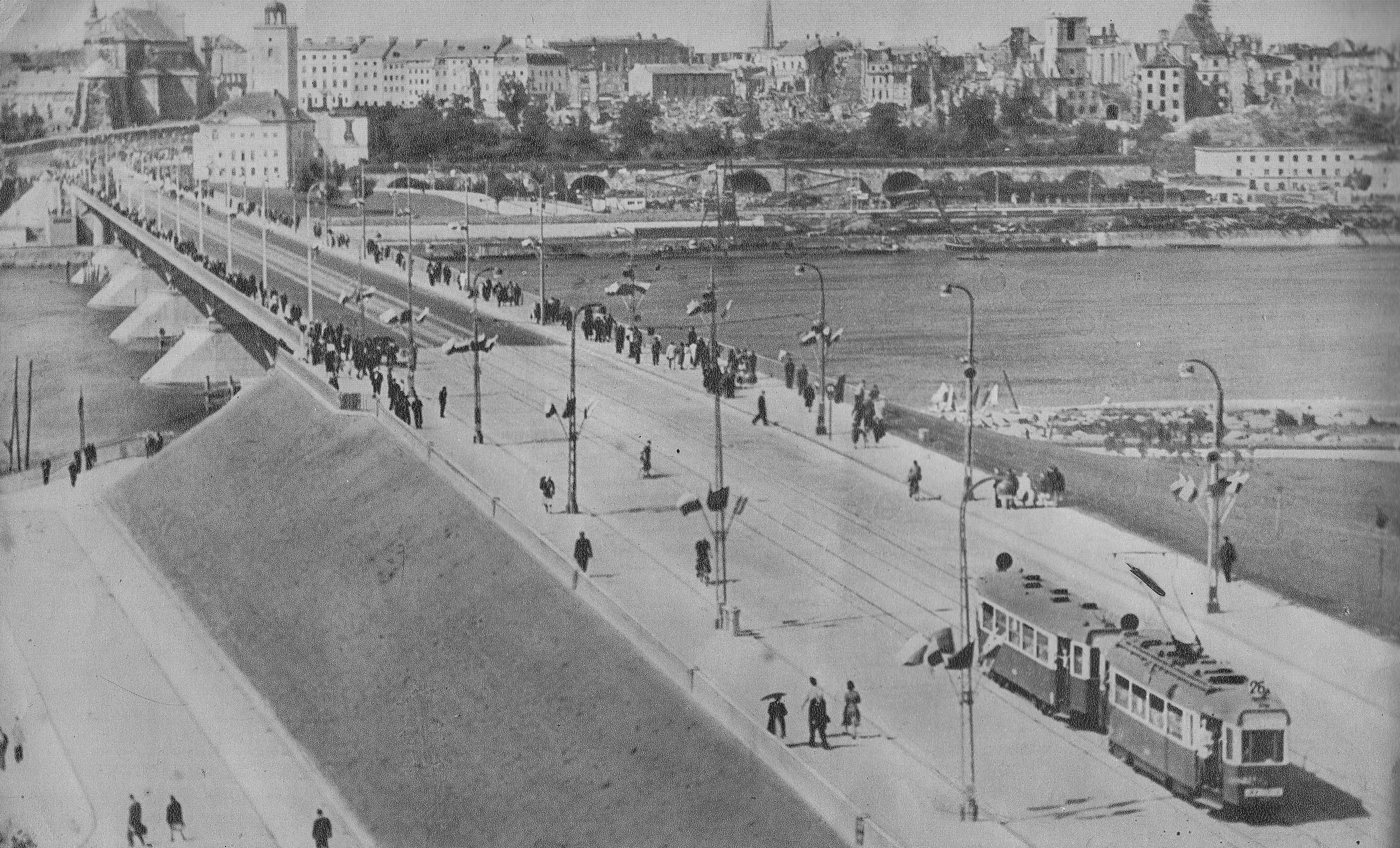
Trasa w latach 40., widok z praskiego brzegu Wisły w kierunku Starego Miasta

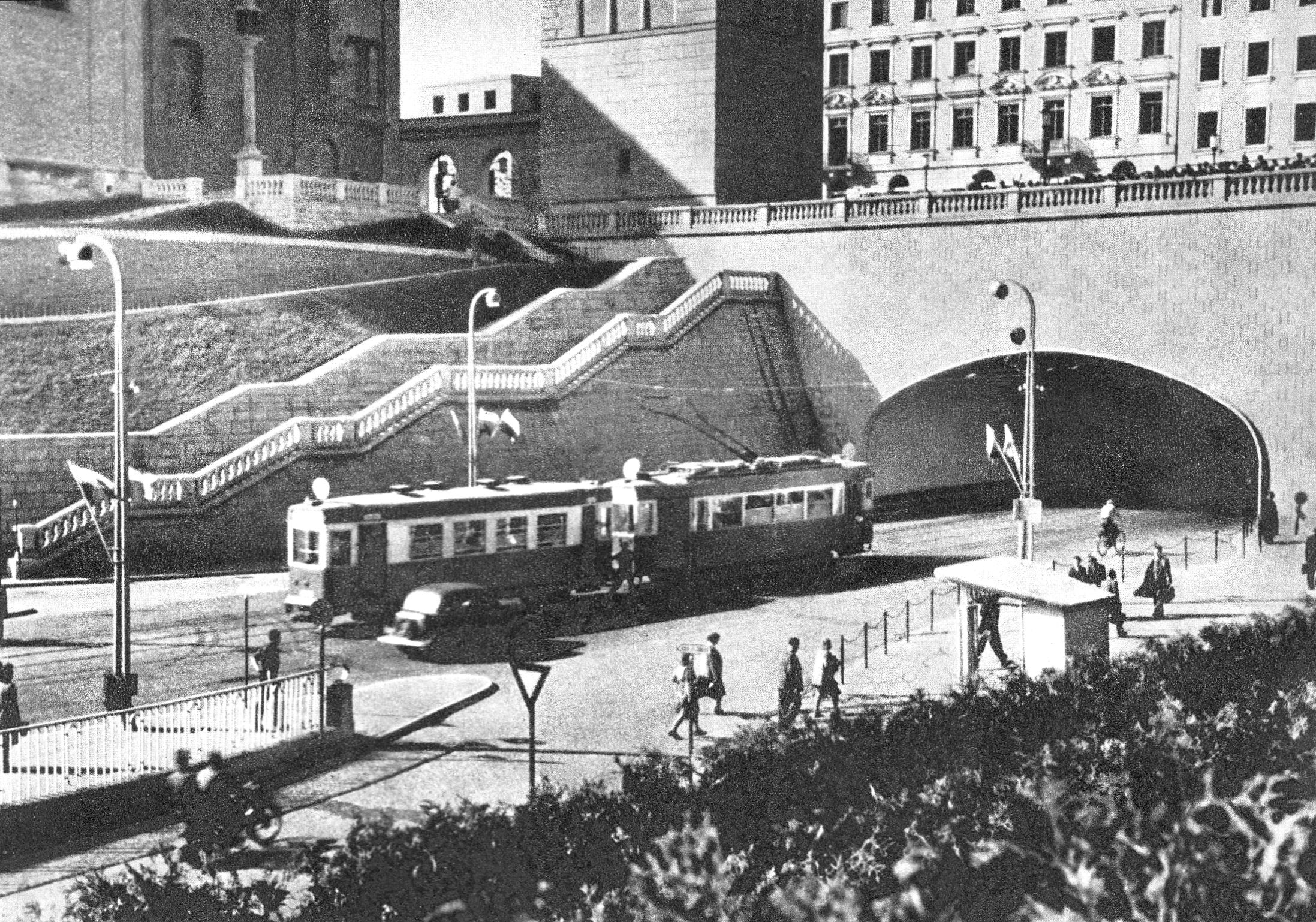
Tunel Trasy W-Z

Schody ruchome

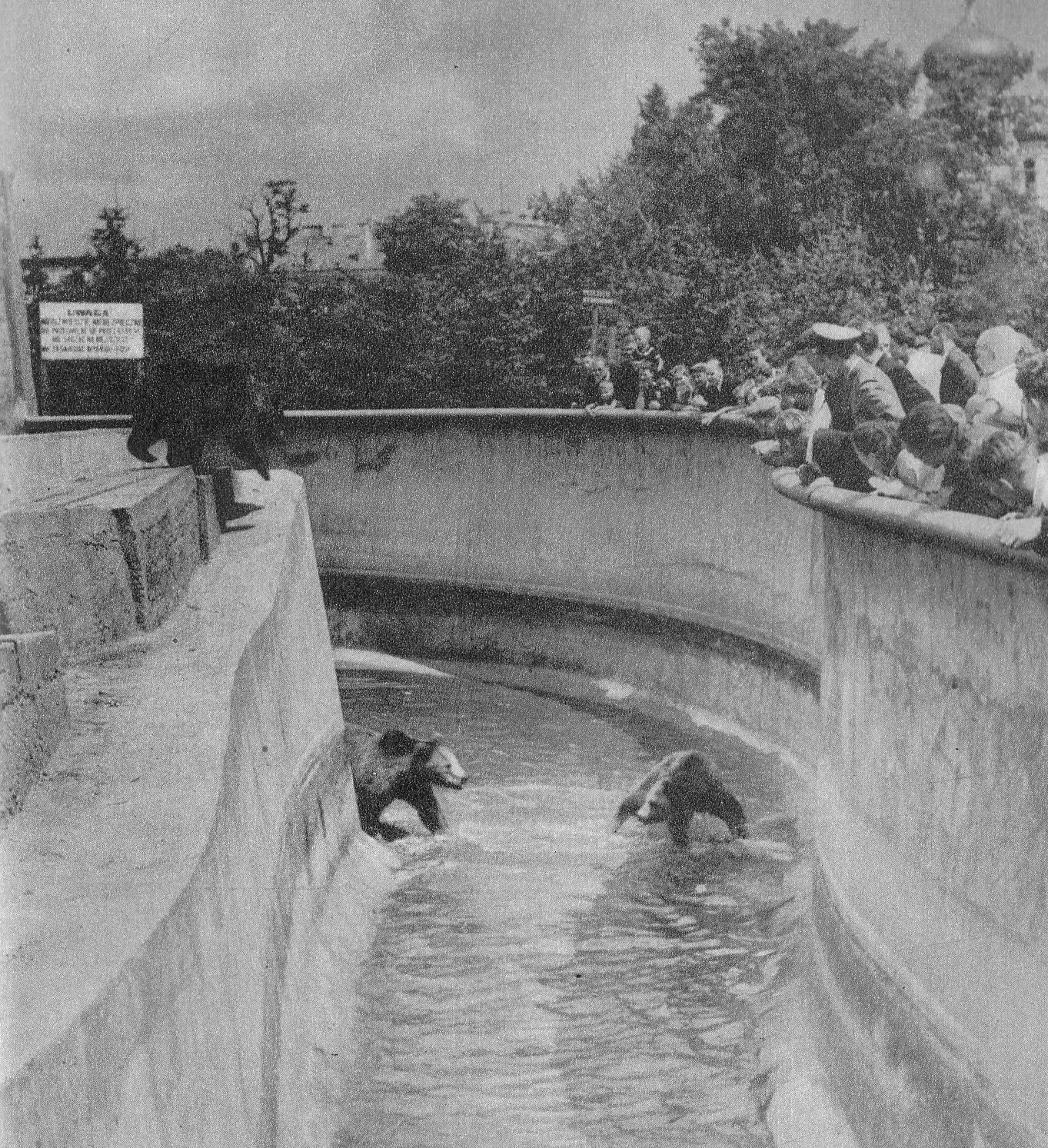
Wybieg dla niedźwiedzi brunatnych

Trasa W-Z, Trasa Wschód–Zachód – pierwsza większa inwestycja komunikacyjna po II wojnie światowej w Warszawie, zrealizowana w latach 1947–1949.
Trasa została oddana do użytku 22 lipca 1949, w Narodowe Święto Odrodzenia Polski. Przez wiele lat oprócz łączenia dzielnic Warszawy, pełniła także rolę ważnej drogi tranzytowej przez miasto (w latach 60. i pierwszej połowie lat 70. w ciągu drogi międzynarodowej E12, w latach 1985–1999 fragment drogi krajowej nr 18, następnie do 2000 drogi wojewódzkiej nr 18). Stanowi część drogi wojewódzkiej numer 629.

## Charakterystyka
Trasę wytyczono ze wschodu na zachód, od przejazdu kolejowo-drogowego przy ul. Radzymińskiej u zbiegu z al. Świerczewskiego (współcześnie al. „Solidarności”) do zbiegu ulic Wolskiej i Młynarskiej. W jej skład weszły przebudowane ulice: Leszno (odcinek ul. Wronia – pl. Dzierżyńskiego (współcześnie pl. Bankowy)), Nowy Zjazd (odcinek plac Zamkowy – Wisła) i Zygmuntowska (odcinek most Śląsko-Dąbrowski – Targowa). Odcinek przy Zamku Królewskim poprowadzono dawnym wąwozem rzeczki Kamionki. Całkowita długość trasy od ul. Radzymińskiej do ul. Młynarskiej wynosi 6760 metrów.
Charakterystycznym elementem Trasy W-Z jest jej tunel pod Krakowskim Przedmieściem, ul. Senatorską i Miodową. Spośród dwóch wariantów jego wykonania wybrano otwarty wykop, a następnie odtworzenie rozebranych budynków (z wyjątkiem niezachowanego pałacu Teppera).
Tunel był wzorowany na tunelu Saint-Cloud w Paryżu.
Zarówno tunel drogowo-tramwajowy, jak i tunel pieszy prowadzący do schodów ruchomych zaprojektowano w stylu socrealistycznym. W projekcie obu obiektów ważną rolę pełniła ceramika – ściany obu tuneli wyłożone są kilkoma rodzajami szkliwionych kafli ceramicznych i płytek klinkierowych.
W 2016 roku trasa została ujęta w gminnej ewidencji zabytków

## Historia

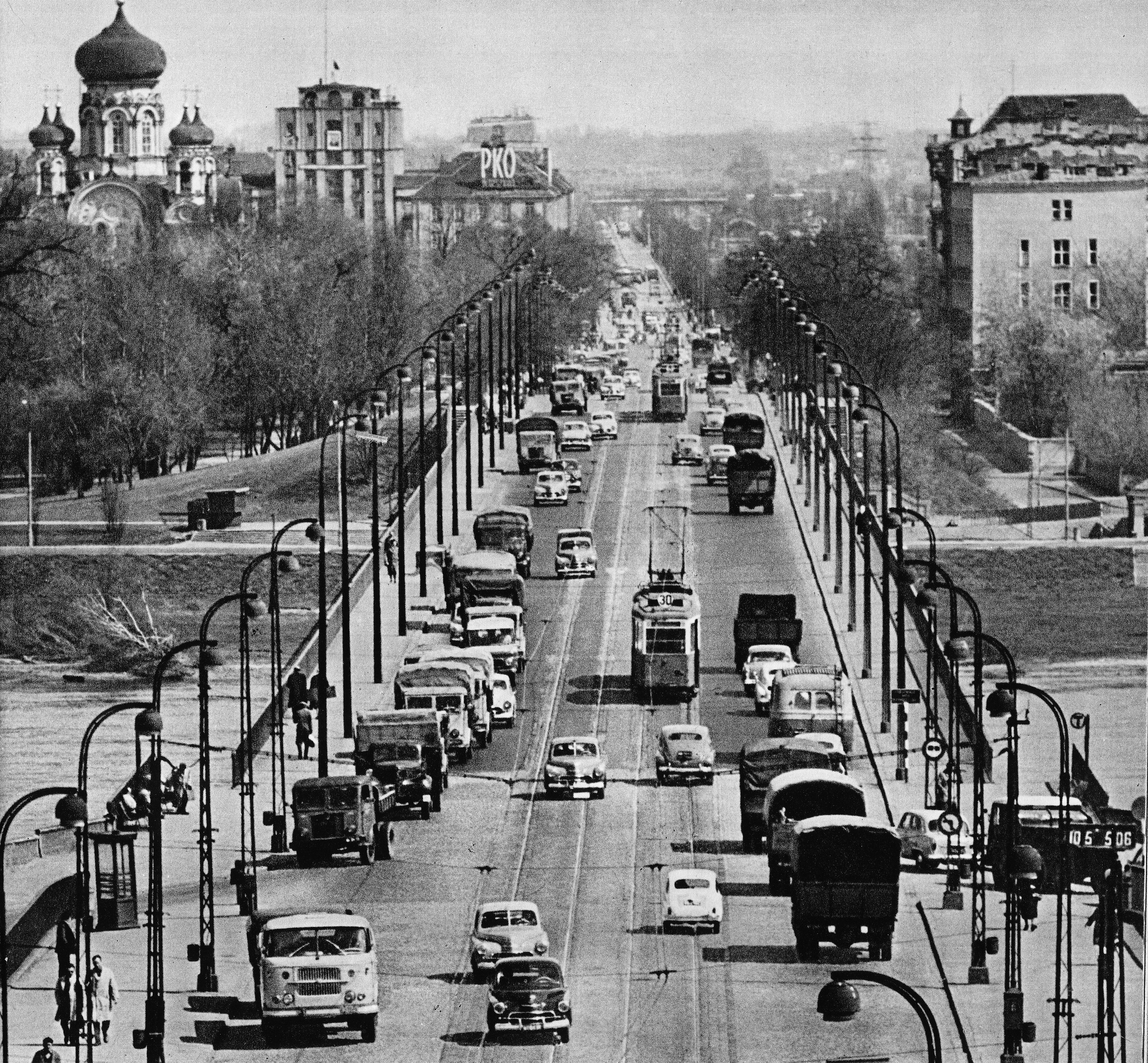
Praski odcinek Trasy W-Z, lata 60. XX wieku

### Budowa
Podczas budowy Trasy W-Z oraz ul. Marcelego Nowotki (od 1990 ul. gen. Władysława Andersa) i osiedla Mariensztat częściowo zmieniono układ ulic w tym rejonie Śródmieścia. Rozebrano m.in. częściowo wysadzony przez Niemców po powstaniu warszawskim wiadukt Feliksa Pancera, umożliwiający niegdyś bezpośredni zjazd z placu Zamkowego na most Kierbedzia, zmieniono bieg ulic Bielańskiej, Kapucyńskiej, Nowego Zjazdu oraz Długiej i Nalewek (jej zachowany fragment przemianowano na Bohaterów Getta). Nowy most Śląsko-Dąbrowski powstał na filarach zniszczonego w czasie wojny mostu Kierbedzia.
Na Pradze przebito odcinek w miejscu dawnych torów pasażerskich Dworca Wileńskiego i uliczki powstałej wzdłuż budynku Dyrekcji Kolei, aż do ul. Radzymińskiej i Naczelnikowskiej. W tym celu zburzono część prowizorycznego dworca przy ul. Targowej oraz przeprowadzono tor radzymińskiej kolei wąskotorowej (aby zlikwidować skręt do stacji Warszawa Stalowa w poprzek jezdni) do stacji Warszawa Targowa. Ruch pasażerski na stacji Warszawa Wileńska został przeniesiony na tory towarowe, a jej teren znów znacznie zmniejszony.
W czasie budowy usunięto ok. 0,3 mln m³ gruzu oraz wykopano i wywieziono ok. 0,2 mln m³ ziemi.
6 grudnia 1948 ukończono budowę mostu Śląsko-Dąbrowskiego, a następnego dnia budowę tunelu Trasy W-Z.
W 1949 zaczęła się osuwać ku Wiśle skarpa wiślana, a mury stojącego na niej kościoła św. Anny zaczęły pękać. Osuwanie się skarpy powstrzymano dzięki zastosowaniu metod zeskalania podłoża opracowanych przez Romualda Cebertowicza.
Wraz z końcowymi pracami nad trasą W-Z na plac Zamkowy 12 lipca 1949 powróciła kolumna Zygmunta III Wazy.
Odcinek wschodni trasy (od ul. Radzymińskiej do Mariensztatu) zbudowało Przedsiębiorstwo Budowy Mostów i Konstrukcji Stalowych „Mostostal”, natomiast zachodni (od Mariensztatu do ul. Wolskiej) – Państwowe Przedsiębiorstwo Budowlane „Betonstal”. Przy jej budowie było zatrudnionych ok. 4 tys. osób. Budowana trasa stała się atrakcją turystyczną.

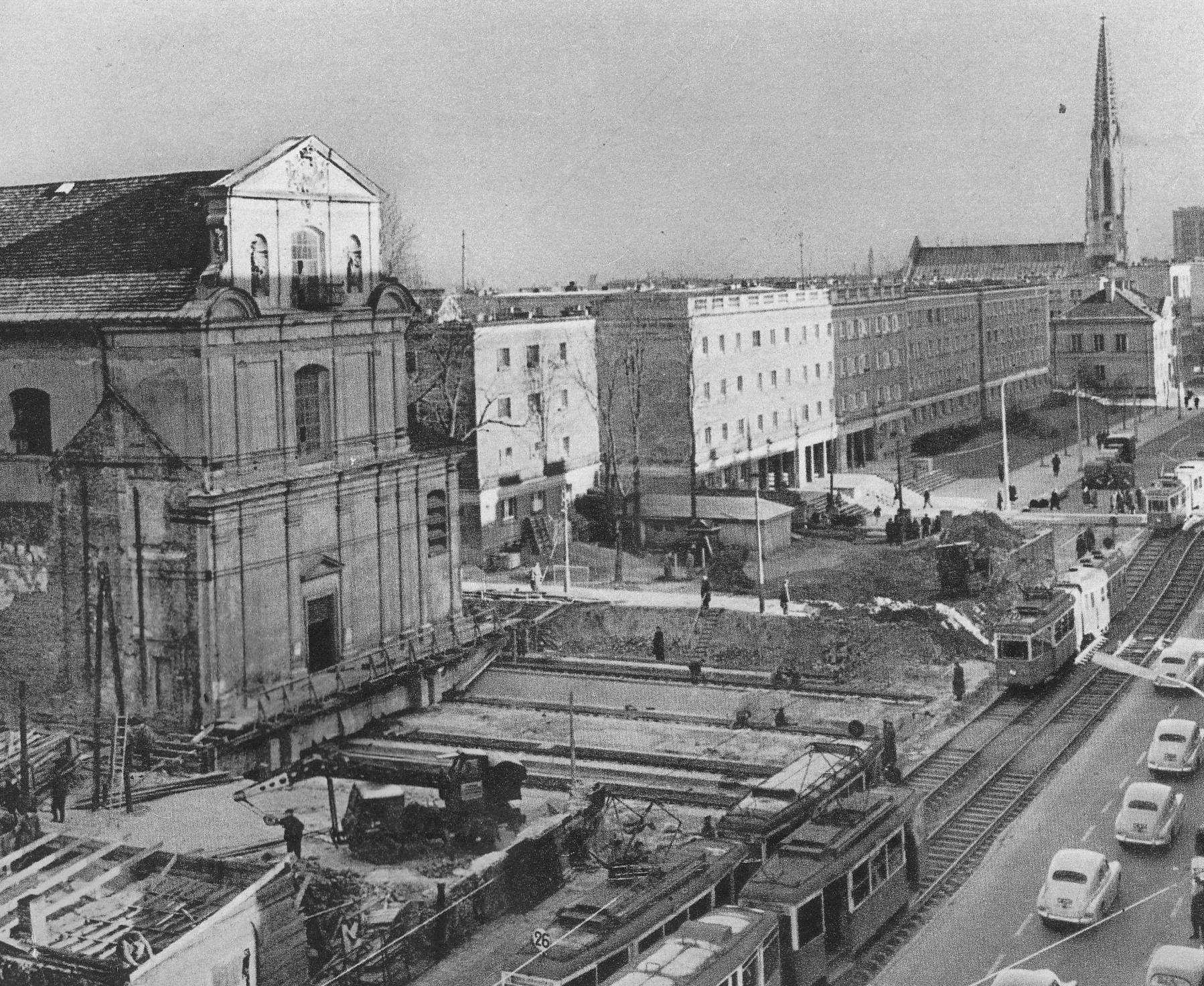
Przesunięty kościół Narodzenia NMP (1962)

### Otwarcie
Oddanie do użytku Trasy W-Z i Mariensztatu nastąpiło 22 lipca 1949. Przed południem odbył się pochód osób zaangażowanych w budowę przez most i tunel, a wieczorem zabawa taneczna na rynku Mariensztackim. Postanowieniem prezydenta Bolesława Bieruta z 22 lipca 1949 na wniosek Ministra Budownictwa grupa osób została odznaczona orderami państwowymi za zasługi położone przy budowie Trasy W-Z.

## Inwestycje związane z Trasą W-Z

### Schody ruchome
Przy Trasie W-Z pojawiły się w liczbie trzech ciągów, łączące al. gen. Karola Świerczewskiego (ob. al. „Solidarności”) z placem Zamkowym, pierwsze w Polsce schody ruchome produkcji radzieckiej, moskiewskiego przedsiębiorstwa Mietrostroj, które przez następne dekady były nie lada atrakcją turystyczną stolicy. Długość każdego ciągu wynosiła około 30 metrów, przepustowość – 10 000 osób na godzinę, wysokość w pionie – 12 metrów. Wyjście z peronu górnego schodów znajdowało się w odbudowanej po II wojnie światowej (przedłużonej o 80 cm na północ w związku z brakiem miejsca umieszczenie schodów w obrysie budynku i obniżonej o jedno – przedostatnie piętro) Kamienicy Nowickiego (zwanej też Kamienicą Johna). Pochodząca z końca lat 40. XX wieku radziecka maszynownia ważyła blisko 150 ton i zajmowała całe podziemie kamienicy. Prowadzący do schodów tunel pieszy wykończono klinkierem, zaś na ścianach zawisły miedziane plafony o żeliwnych wysięgnikach oraz gipsowe płaskorzeźby „Razem w boju” i „Razem w odbudowie”, powstałe w pracowni Jerzego Jarnuszkiewicza i symbolizujące nierozerwalne więzi między Polską a „bratnim” Związkiem Radzieckim. Balustrady schodów pierwotnie wykończone były drewnem oklejonym fornirem karagacz oraz blachą miedzianą.
Podczas eksploatacji schodów niejednokrotnie brakowało części zamiennych, w związku z czym stopniowo wyłączano z ruchu zepsute ciągi (nr 1 i 3) i przeznaczano je na „dawców” części. Po awarii ostatniego czynnego ciągu schodów ruchomych (nr 2) 30 czerwca 1997 podjęto decyzję o całkowitym zamknięciu dla ruchu pieszego tunelu schodów ruchomych. Rozpoczęła się powolna degradacja jednej z perełek socrealizmu.
W roku 2005 firma Porr Polska na zlecenie Zarządu Dróg Miejskich przeprowadziła remont kapitalny schodów. Tunel pieszy oraz perony górny i dolny dość wiernie zrekonstruowano (na peronie górnym pojawiła się ponadto przeźroczysta, wykonana ze szkła hartowanego podłoga), natomiast trzy ciągi schodów radzieckich zastąpiono schodami klasycznymi (przeciwpożarowymi), inklinatorem, czyli windą pochyłą (tzw. „Gubałówką”), dwoma ciągami sterowanych komputerowo schodów ruchomych prod. niemieckiej o aluminiowych balustradach, bardziej stromych i krótszych od pierwowzoru, liczących zaledwie 28 metrów. Oryginalną aparaturę (której większą część zezłomowano, a pojedyncze urządzenia trafiły do Muzeum Techniki) zastąpiła dziesięciokrotnie lżejsza (ważąca tylko 15 ton) maszyneria firmy ThyssenKrupp – tej samej, która montowała schody i windy na niejednej stacji warszawskiej kolei podziemnej.
W piwnicach kamienicy, gdzie dotychczas mieściła się stupięćdziesięciotonowa maszynownia starych schodów, umieszczono bezpłatne toalety (w tym jedna przystosowana dla potrzeb inwalidów) i lokal usługowy, przy jednej ze ścian natomiast stanęła jedyna pamiątka po radzieckiej aparaturze – pulpit sterowniczy z rzucającymi się w oczy mosiężnymi napisami „ВВОДЫ”. „ЭСКАЛАТОР N1”. „ЭСКАЛАТОР N2” i „ЭСКАЛАТОР N3”. We wspomnianym lokalu usługowym Miasto chciało utworzyć punkt informacyjny, a także wystawę fragmentów oprzyrządowania schodów radzieckich. Podziemia z peronem górnym schodów ruchomych łączą nowo wybudowana klatka schodowa i winda klasyczna do przewozu osób niepełnosprawnych. Oficjalne otwarcie wyremontowanych schodów ruchomych miało miejsce 21 lipca 2005.

### Mariensztat
W latach 1948–1949 obok Trasy W-Z wybudowano osiedle mieszkaniowe przodowników pracy. Jego projektantami byli Zygmunt Stępiński i Józef Sigalin (w skład zespołu projektantów wchodzili: K. Tor, W. Wapiński, L. Piekarski, F. Sieńko i inni). Osiedle, oddane do użytku 22 lipca 1949, równocześnie z trasą, urbanistycznie i architektonicznie nawiązuje do małomiasteczkowej zabudowy XVIII w. ze zmienioną siatką ulic w stosunku do zabudowy przedwojennej.

### Wybieg niedźwiedzi brunatnych
W pobliżu trasy zlokalizowano również inne (jak na owe czasy) atrakcje turystyczne. Na dzisiejszym placu Weteranów 1863 Roku utworzono, istniejący od 1949 wybieg dla niedźwiedzi brunatnych.
W 2018 Ogród Zoologiczny w Warszawie podjął decyzję o rezygnacji z hodowli niedźwiedzi brunatnych, gdyż ten gatunek w skali Europy nie jest zagrożony. Trzy niedźwiedzice mieszkające na wybiegu przy al. „Solidarności” (Tatra, Sabina i Miała) nie będą miały następców, a wybieg po ich śmierci ma zostać przekazany miastu. W 2020 niedźwiedzice zostały przeniesione na wybieg na terenie zoo.

### Kino W-Z

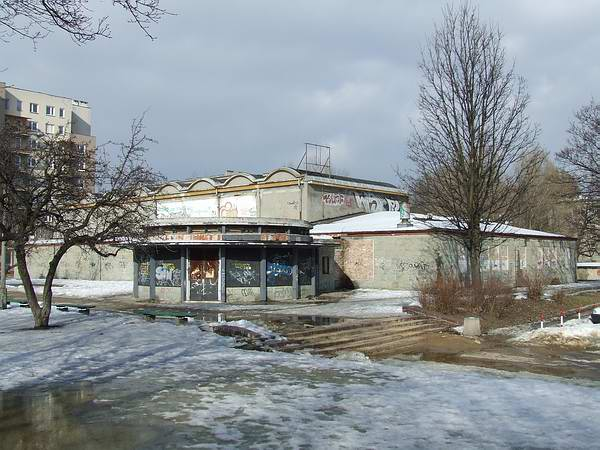
Nieczynne kino W-Z (2006)

W latach 1949–1950 na drugim końcu trasy, przy ul. Leszno 17, powstało na podstawie projektu Mieczysława Piprka kino W-Z (w tym samym okresie powstały trzy inne wolnostojące kina: Ochota, Stolica, 1 Maj). Kino W-Z działało do 1991, a w 1992 roku mieścił tam klub Fugazi. 
Budynek dawnego kina został rozebrany w 2010.

## Dane początkowe Trasy
- główni projektanci: Henryk Stamatello, Józef Sigalin, Stanisław Jankowski, Zygmunt Stępiński, Jan Knothe
- autor wystroju rzeźbiarskiego: Jerzy Jarnuszkiewicz
- przebieg: od zbiegu ulic Wolskiej i Młynarskiej do zbiegu ulic Radzymińskiej i Naczelnikowskiej
- Obiekty inżynieryjne na Trasie:
  - tunel drogowo-tramwajowy wraz z tunelem schodów ruchomych pod placem Zamkowym
  - trzy ciągi trzybiegowych schodów ruchomych z możliwością zmiany kierunku jazdy (dół → góra, góra → dół) moskiewskiej spółki „Metrostroj” (Метрострой), przeznaczone pierwotnie dla stacji metra Komsomolskaja[27]
  - wiadukt żelazobetonowy konstrukcji belkowej
  - stalowy most Śląsko-Dąbrowski konstrukcji łukowej.

## Znaczenie komunikacyjne

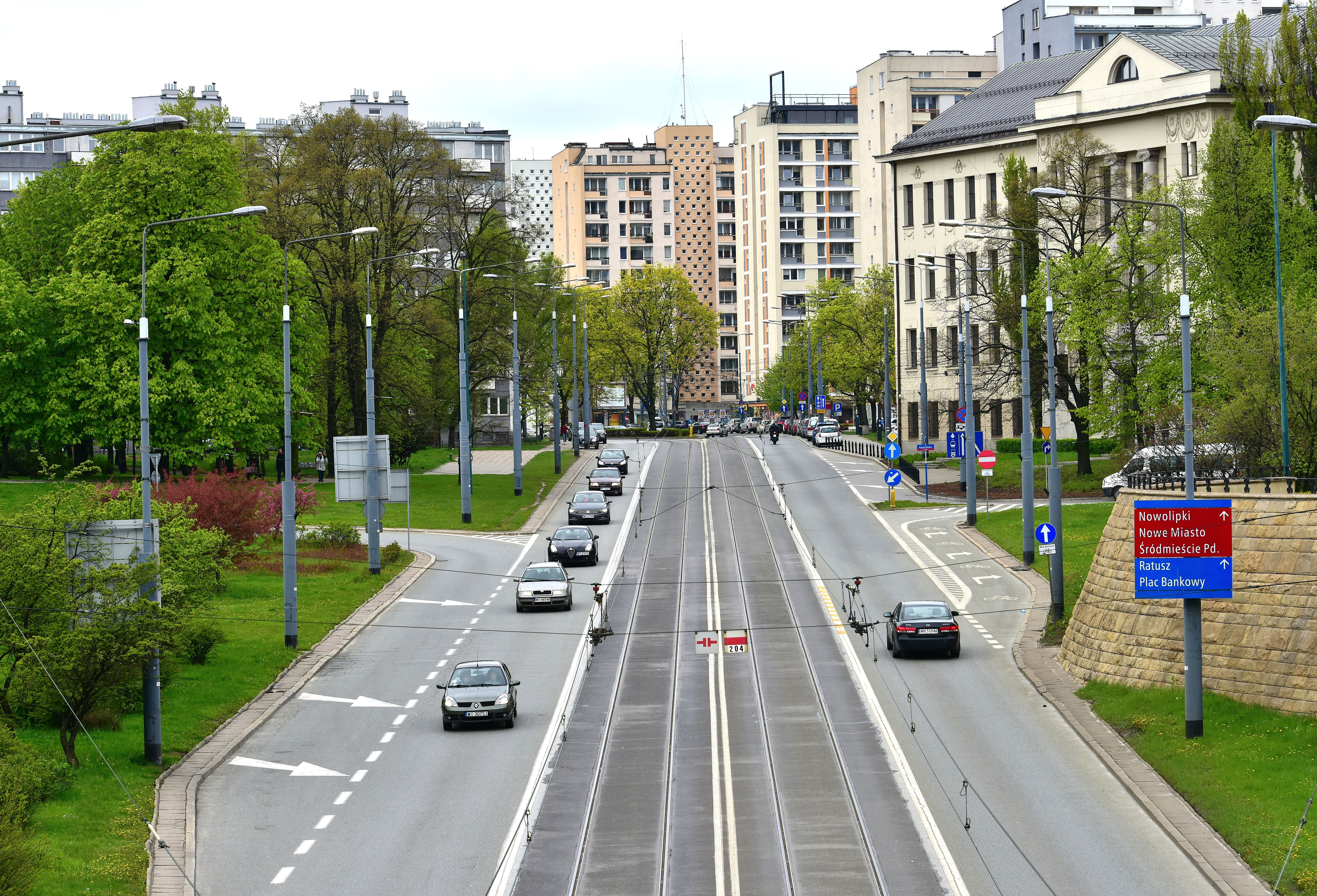
Trasa W-Z, widok znad tunelu pod ul. Miodową w kierunku zachodnim

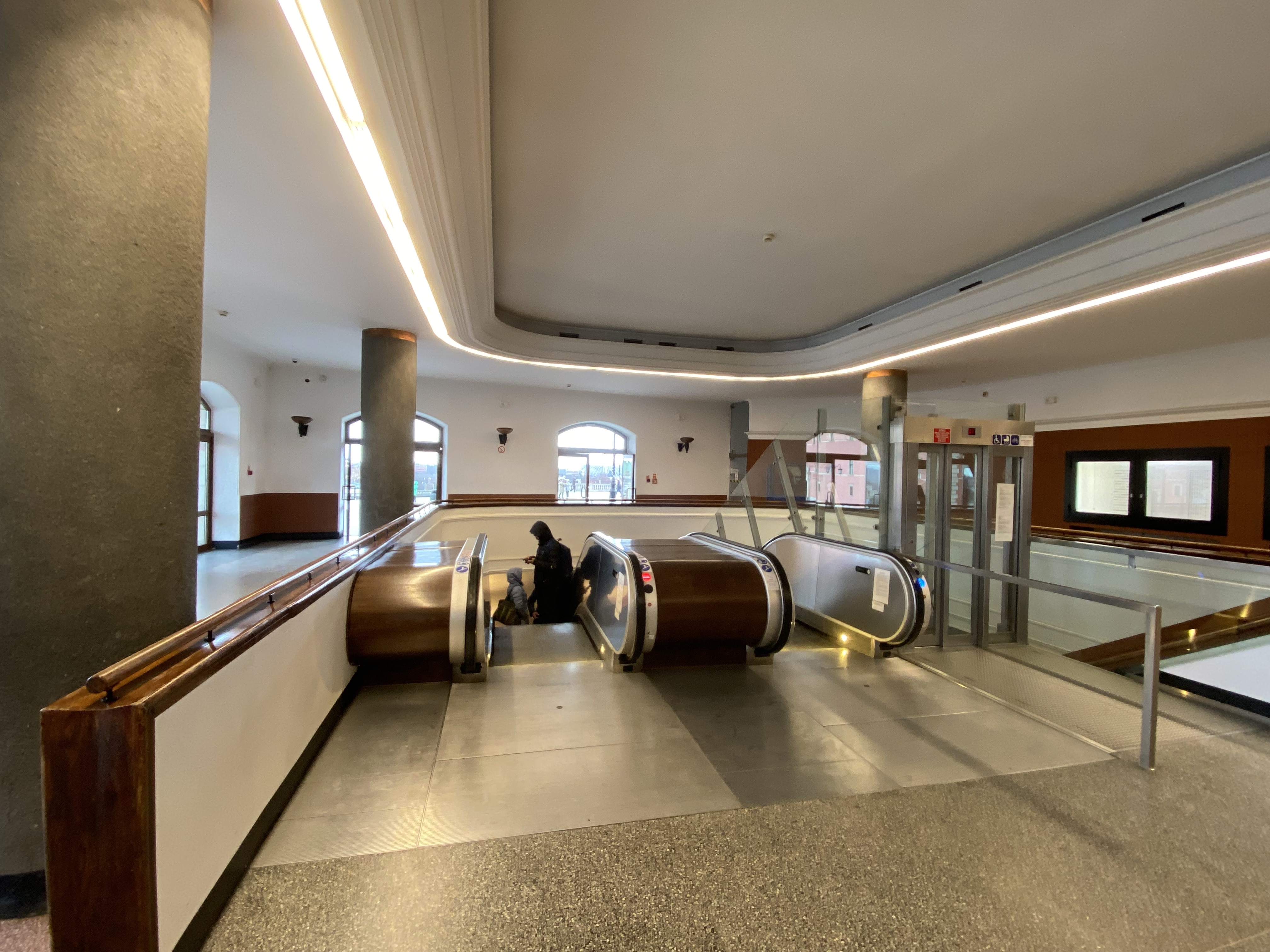
Schody ruchome - peron górny (2023)

Trasa W-Z zbudowana została w miejscu dawnych przepraw przez Wisłę i ciągów ulic łączących Pragę, Śródmieście i Wolę. Poprowadzenie jej przez tunel było nowatorskim rozwiązaniem urbanistycznym – znacznie odciążyło plac Zamkowy i ulice w sąsiedztwie Starego Miasta (przed wojną cały ruch z mostu Kierbedzia kierował się na Krakowskie Przedmieście i Miodową).
Obecnie jednak część Trasy W-Z przeznaczona dla ruchu samochodowego, szczególnie na odcinku przeprawy przez Wisłę i obok Starego Miasta, jest zakorkowana w godzinach szczytu. Władze miasta dążą do ograniczania ruchu samochodów i przeznaczenia jej (zwłaszcza na centralnym odcinku plac Bankowy – Targowa) głównie dla komunikacji miejskiej. W efekcie, całkowita przepustowość trasy (liczona w liczbie korzystających z niej osób) zdecydowanie wzrosła.
Odcinek trasy przy tunelu, przystankach tramwajowych „Stare Miasto” i zjazdach na Wisłostradę jest szczególnie niebezpieczny – za tunelem zlokalizowane są przystanki bez wysepek dla pasażerów (tzw. przystanki wiedeńskie) i przejście dla pieszych, a następnie ostry zakręt trasy przy Mariensztacie.

### Tramwaj
Trasa W-Z jest jednym z czterech warszawskich szlaków trakcji tramwajowej o przebiegu wschód–zachód. W godzinach szczytu tramwaje w każdą stronę (5 linii tramwajowych) kursują tędy co ok. 1,5 minuty, a licząc je łącznie z autobusami (2 linie) – co minutę.
Na otwarcie trasy sprowadzono z Wrocławia wyprodukowane w roku 1925 dwuosiowe wagony tramwajowe LH Standard i wyprodukowane w roku 1901 wagony L Maximum-czteroosiowe. Producentem obu typów był wrocławski Linke-Hoffman-Werke AG, Breslau. Z kolei z wytwórni Konstal Chorzów dostarczono w roku 1949 pierwszą partię wagonów doczepnych typu ND, następnie dokupiono także wozy silnikowe N (Normalny, Normalizowany, później ów „N” stało się nieodłącznym oznaczeniem wagonów z Konstalu i Alstom Konstalu), wzorowane na niemieckim tramwaju wojennym o maksymalnie uproszczonej konstrukcji, noszącym oznaczenie KSW (Kriegsstraßebahnwagen, Kriegs-Strassenbahn-Wagen).
Początkowo na Trasie W-Z funkcjonowały następujące przystanki tramwajowe:
| Dawna nazwa przystanku    | Obecna nazwa przystanku | Notatki                                              | Położenie przystanku |
| ------------------------- | ----------------------- | ---------------------------------------------------- | --- |
| Osiedle Młynów            | Zajezdnia Wola          | przystanek funkcjonuje do dziś                       | zlokalizowany tuż przy Wola Plaza i zajezdni „Wola”                                                                      |
| Karolkowa                 | przystanek zlikwidowany | przystanek zlikwidowany                              | znajdował się u zbiegu z Karolkową                                                                                       |
| Dworzec PKS               | Okopowa                 | przystanek funkcjonuje do dziś                       | znajduje się w pobliżu zlikwidowanego w latach 70. Centralnego Dworca PKS                                                |
| Żelazna                   | Wola-Ratusz             | przystanek funkcjonuje do dziś                       | znajduje się przy Urzędzie Dzielnicy Warszawa-Wola                                                                       |
| Sądy                      | Kino Femina             | przystanek funkcjonuje do dziś                       | zlokalizowany obok Sądu Okręgowego                                                                                       |
| Plac Dzierżyńskiego       | Metro Ratusz Arsenał    | przystanek funkcjonuje do dziś                       | zlokalizowany w pobliżu stacji metra Ratusz Arsenał                                                                      |
| Schody Ruchome            | Stare Miasto            | przystanek funkcjonuje do dziś                       | u zbiegu ul. Grodzkiej i al. „Solidarności”                                                                              |
| Gmach Związków Zawodowych | przystanek zlikwidowany | przystanek zlikwidowany                              | znajdował się na wiadukcie ponad Wybrzeżem Gdańskim                                                                      |
| Dworzec WKD Most          | przystanek zlikwidowany | przystanek zlikwidowany                              | znajdował się na praskim przyczółku mostu Śląsko-Dąbrowskiego                                                            |
| Ogród Zoologiczny         | Park Praski             | przystanek funkcjonuje do dziś                       | zlokalizowany na placu Weteranów 1863 r.                                                                                 |
| Dworzec Wileński          | Dworzec Wileński        | przystanek funkcjonuje do dziś, bez zmienionej nazwy | zlokalizowany na placu Wileńskim, w pobliżu modernistyczno-klasycystycznego gmachu Centralnej Dyrekcji Kolei Państwowych |

Od 1996 Trasa stanowi nieodłączny element trasy turystycznych linii tramwajowych (T, W, M), obsługiwanych zabytkowym taborem przez warszawski Klub Miłośników Komunikacji Miejskiej.

### Pas tramwajowo-autobusowy
Do 2007 roku Trasa W-Z była jedną z dwunastu ciągów ulic w Warszawie z torowiskiem tramwajowym niewydzielonym z jezdni. Skutkowało to złym wykorzystaniem taboru – tramwaje w godzinach szczytu stały w korkach wraz z samochodami. Podczas remontu torowiska w ciągu ulic Aleje Jerozolimskie – aleja i most ks. Józefa Poniatowskiego (od placu Zawiszy do ronda Waszyngtona) od dnia 16 czerwca 2007 właśnie przez most Śląsko-Dąbrowski skierowano więcej tramwajów, ograniczając ruch samochodowy do jednego pasa w każdą stronę. Wtedy też większość linii autobusowych kursujących tędy od dawna (125, 160, 170, 192, 512) poprowadzono przez sąsiednie mosty lub połączono z innymi.
Projekt stałego wydzielenia torów tramwajowych spotkał się z ostrą krytyką ze strony kierowców samochodów prywatnych. Mimo to władze miasta zdecydowały się pozostawić wydzielone wcześniej torowisko na stałe (odc. plac Bankowy – Dworzec Wileński), ponieważ prędkość przejazdu tramwajów znacznie się poprawiła. Na tym odcinku trasy W-Z pozostały tylko dwie linie autobusowe – obecnie 160 i 190 (Od 2011 roku także 512 i 527 jako stałe trasy tych linii). Od 2009 poprowadzono tu pierwszy w Warszawie pas autobusowo-tramwajowy ze wspólnymi przystankami.

## Trasa po 1949 roku

### Przesunięcie kościoła Narodzenia NMP
W 1962 zapadła decyzja o poszerzeniu al. gen. Karola Świerczewskiego na odcinku Marchlewskiego – pl. Dzierżyńskiego. Jednak przed poszerzeniem północnej jezdni Trasy należało usunąć lub przesunąć, kolidujący z inwestycją, zabytkowy kościół Narodzenia Najświętszej Maryi Panny.
Po poszerzeniu ulicy frontowa elewacja kościoła znalazłaby się pośrodku jezdni. Kościół został przesunięty w nocy z 30 listopada na 1 grudnia 1962 o 21 metrów w nowe miejsce bez konieczności przeprowadzania prac rozbiórkowych i rekonstrukcyjnych, co uznano za wielkie dzieło polskich inżynierów i konserwatorów. Rozebrano jednak klasztor, w którym za czasów powstania listopadowego mieściło się więzienie działaczy patriotycznych Królestwa Kongresowego. Od powstania listopadowego klasztor karmelitów trzewiczkowych nie stanowił własności Kościoła katolickiego (przeszedł na własność państwa).
Na jezdni zaznaczono kontur pierwotnej lokalizacji kościoła.

### Modernizacje trasy oraz mostu
W roku 1966, podczas przebudowy skrzyżowania al. Świerczewskiego z ulicą Targową, poszerzono skręty i utworzono (wciąż istniejący) węzeł torowy z osobnymi wyspami przystankowymi dla linii zmierzających w danym kierunku. Przy tej okazji przesunięto o osiem metrów na wschód, zlokalizowany na placu Wileńskim pomnik Braterstwa Broni, odsłonięty w dniu 18 listopada roku 1945. Na przełomie lat 60./70. przeprowadzono modernizację torowiska tramwajowego, przystosowując je do obsługi wagonów szybkobieżnych generacji PCC typu 13N. Wtedy też bruk pomiędzy szynami zastąpiono płytami betonowymi.
W okresie 1 czerwca 1992 – 18 lipca 1993 most Śląsko-Dąbrowski przeszedł remont generalny, podczas którego słupy oświetleniowo-trakcyjne konstrukcji kratownicowej nitowanej zastąpiono słupami rurowymi (kilka kratownicowych słupów pamiętających czasy świetności Trasy W-Z stoi w pobliżu Dworca Wileńskiego. W wakacje roku 2004 drogowo-tramwajowy tunel Trasy W-Z doczekał się kapitalnego remontu, podczas którego zyskał nowe oświetlenie, wiernie imitujące oryginał kafelki, oraz system odwodnienia ścian i stropu (co pominięto podczas budowy Trasy) i system oddymiania. Oczyszczono też piaskowcową elewację frontonów i zmodernizowano wentylację tunelu.
Wielokrotnie pojawiały się koncepcje przybliżenia ogrodów Zamku Królewskiego do Wisły poprzez schowanie Wisłostrady w tunelu, w 2006 proponowano też budowę szklanego zadaszenia nad wiaduktem Trasy W-Z.
Od 2008 roku do 9 października 2009 prowadzono remont znacznej części Trasy W-Z: m.in. od 2008 na odcinku wolskim, od 15 marca do 30 sierpnia 2009 nie kursowały tramwaje na odcinku od placu Bankowego do Dworca Wileńskiego, a także etapowo w Alei Solidarności. Po tych pracach Trasa zyskała w wielu aspektach nowy wygląd i funkcjonalność. W 2010 roku nastąpiła częściowa modernizacja układu przystanków przy pl. Bankowym.
W 2009, podczas prac remontowych, zauważono pojawienie się nowych rys na budynku kościoła św. Anny. Przeprowadzone ekspertyzy wykazały, że nie ma zagrożenia dla struktury świątyni. Założono urządzenia monitorujące ewentualne ruchy budowli.

## Upamiętnienia

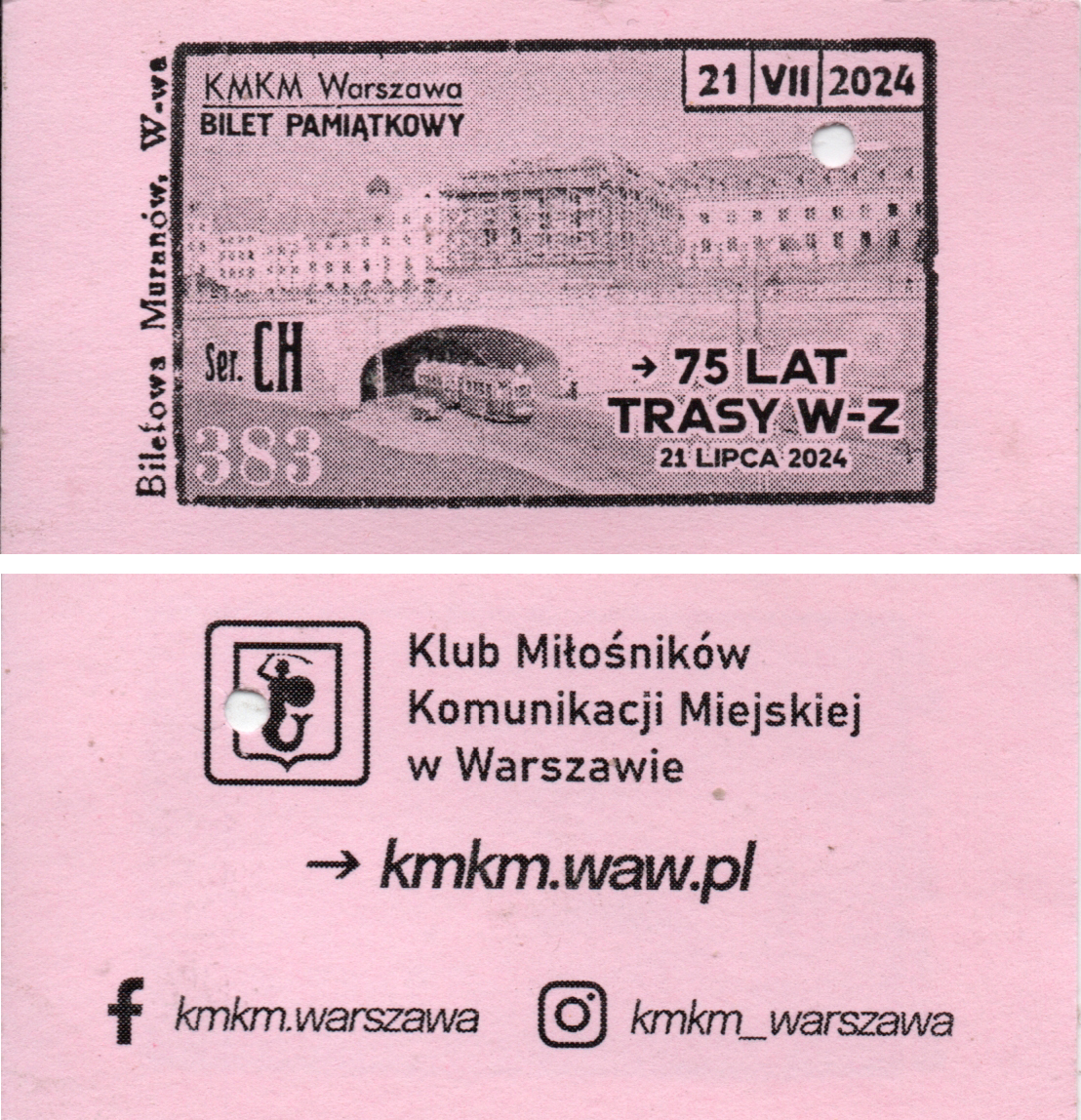
Skasowany bilet pamiątkowy z okazji 75-rocznicy warszawskiej Trasy W-Z, awers i rewers

Na wschodnim frontonie tunelu Trasy W-Z zachowały się tablice (prawdopodobnie ze stopu z domieszką miedzi – ze względu na widoczną patynę) upamiętniające historię budowy oraz architektów i budowniczych Trasy W-Z, natomiast na murze oporowym ul. Kapucyńskiej (przy zachodnim wlocie tunelu) i ścianie schodów w pobliżu kościoła św. Anny (przy wschodnim wlocie tunelu) do 2015 znajdowały się tablice z wykutą w piaskowcu nazwą Aleja gen. Karola Świerczewskiego.
W marcu 1957 w pobliżu wylotu tunelu (od strony zachodniej) odsłonięto pomnik Karola Świerczewskiego. Pomnik został rozebrany po 1989.
Na jednym z filarów wiaduktu Trasy W-Z przy Mariensztacie wisiała owalna, dwujęzyczna polsko-rosyjska tablica upamiętniająca projektantów i wykonawców, a także datę otwarcia wiaduktu Pancera. Po konserwacji płyta została wyeksponowana na placu Zamkowym, tuż obok fragmentów dawnych trzonów Kolumny Zygmunta.

## W kulturze masowej
- Na cześć trasy nazwano ciastko – wuzetkę[33][34].
- W piosence Małe mieszkanko na Mariensztacie – wykonywanej oryginalnie podczas spektaklu teatralnego Wodewil warszawski, nagranej także przez Mieczysława Fogga (1953) i Irenę Santor (1972) – padają słowa: Będziemy z okna na Mariensztacie | Patrzeć na Trasę W-Z.
- Na budowie Trasy W-Z pracuje w brygadzie Służby Polsce jeden z bohaterów serialu telewizyjnego „Dom“ – Bronek Talar (Krzysztof Pieczyński), który zostaje tam bohaterem pracy socjalistycznej.